# Бикультурализм
Бикультурали́зм (культу́рный дуали́зм, двухкульту́рность) — состояние одновременного и полноценного владения двумя и более культурами, возникающее в ходе процессов этнической ассимиляции и аккультурации.

## Основные положения
Бикультурализм возникает в этнопограничных зонах и многонациональных регионах в процессе взаимодействия представителей разных культур и, как правило, сопровождается билингвизмом.
Возникновению бикультурализма в различных его проявлениях в многом способствует политика мульткультурализма, которая направлена на сохранение и развитие культурных различий населения. Мультикультурный подход призван сохранять культурную идентичность в многонациональных государствах и, соответственно, наблюдается в основном в прогрессивных странах с высоким уровнем притока иммигрантов.
Бикультурализм может употребляться в качестве синонима бикультурной идентичности.

## Классификация бикультурализма
Различают три вида бикультурализма.
Первый — переходное явление на пути к этнической ассимиляции и межэтнической консолидации, которые сопровождаются массовой аккультурацией. Частным случаем этого варианта является параллельный бикультурализм, когда разные этнолокальные культуры стабильно обслуживают различные функциональные сферы (например, бикультурализм люксембургский, валлоно-фламандский в Бельгии, гуарани-испанский в Парагвае).
Второй — одновременное функционирование в рамках одного этноса как традиционных (собственно этнических), так и заимствованных (иноэтнических) элементов культуры. Форма такого бикультурализма широко распространена в мире благодаря процессам глобализации. При взаимодействии локальной культуры с общемировой, вторая воспринимается либо как престижная, либо, наоборот, при ориентации на фольклоризм именно традиционная этническая культура получает большую ценность. Пример «престижности» глобальной культуры — популярность ресторанов McDonald’s. Качество еды в меню неизменно на высоте и клиенту не нужно ждать — большинству местных бюджетных ресторанов очень далеко до такого уровня, что неизбежно приводит к упадку культуры потребления пищи в национальных заведениях. Питер Л. Бергер пишет об этом явлении: 

«Потребление гамбургера, особенно когда это происходит под золочеными образами ресторана McDonald’s, служит видимым знаком реальной или воображаемой причастности к глобальной современности.»
Третий вид бикультурализма — параллельное существование бытовых и профессиональных форм культуры. Например, народные знания и наука, фольклор и литература, народное искусство и профессиональное искусство, традиционные верования, бытовая обрядность и официальная церковь.

## Бикультурная идентичность
Данному научному направлению пока что не представлена единая теоретико-методологическая основа. Это привело к возникновению большого количества теорий, объясняющих феномены бикультурализма.
На заре своего появления концепция бикультурной идентичности в основном базировалась на таких особенностях личности, как использование языка, выбор друзей и предпочтения в СМИ. С точки зрения первых исследователей бикультурализма, человек обладал двухкультурностью в случае, если он свободно говорил и читал СМИ на родном языке и на языке принимающей культуры, заводил дружбу с представителями обеих культур.
В дальнейшем была выдвинута концепция, что бикультурная идентичность предполагает появление третьей, «составной культуры», которая представляет собой синтез наследственной и принимающей культуры внутри одной личности в нечто уникальное и персонализированное. Это означает, что бикультурализм подразумевает не просто коррекцию своего поведения в соответствии культурным контекстом, а полноценное владение и идентификацию одновременно с наследственной и принимающей культурой в равной степени. Например, граждане или постоянные жители Соединённых Штатов Америки, родившиеся в Италии, являющиеся этническими итальянцами или имеющие полное или частичное итальянское происхождение, определяют себя как италоамериканцы (англ. Italian American), а не итальянцы или американцы.
Бикультурная идентичность также может развиваться в процессе изучения иностранного языка. Родной и иностранный язык имеют пересечения на всех уровнях. Изучающий постигает культуру страны второго языка, чтобы в своей когнитивной системе выстроить вторичные знания, которые соотносятся с базовыми знаниями о родном языке и культуре. Согласно концепции формирования вторичной языковой личности И. И. Халеевой (1989), «в результате овладения языком обучающийся приобретает черты вторичной языковой личности, способной проникать в „дух“ изучаемого языка, в „плоть“ культуры такого народа, с которым должна осуществляться межкультурная коммуникация».

## Бикультурализм на примере айнов острова Хоккайдо
Выдающийся этнолог и историк С. А. Арутюнов посвятил часть своих исследований культуре и быту японцев, в частности вопросам айнского компонента в их этногенезе. Согласно этим исследованиям, айны острова Хоккайдо — пример айнско-японского бикультурализма.
До XX века материальная и духовная культура и язык айнов были только айнскими, и лишь небольшая часть их народа, преимущественно родоплеменная элита, владела японским языком. Конечно, существовали предметы японского быта, которые использовались и айнами тоже — например, посуда — однако они наделялись иным функциональным значением. В ходе жесткой японской колонизации айны были вынуждены кардинально изменить образ жизни и полностью уподобиться японцам, принять их язык, ценности, культуру и религию. С. А. Арутюнов пишет:

«В ходе интенсивной японской колонизации Хоккайдо в конце XIX—начале XX в. айны повсюду оказались оттесненными на позиции угнетаемого и дискриминируемого меньшинства, что породило у них сознательное стремление к возможно более полному уподоблению японцами, с принятием языка, антропонимической системы, религии, образа жизни и поведения последних, вплоть до отказа во многих семьях от употребления айнского языка в быту и попыток сокрытия от детей факта их айнского происхождения. Этот процесс сопровождался учащением этнически смешанных браков и еще более ростом числа детей, рожденных от внебрачных связей с японцами.»
В наши дни айны полностью ассимилированы и почти ничем не отличаются от японцев, однако продолжают сохранять айнское самосознание, чему, по словам С. А. Арутюнова, способствуют «как довольно заметные физико-антропологические различия между японцами и неметисированными айнами, так и еще более социальные факторы». В годы, когда автор наблюдал айнов, их дома, «будучи японскими по конструкции и планировке нередко сохраняли заднее окошко (камуй-пояра, или „окно богов“, необходимое с точки зрения айнского ритуала, и делаемое, разумеется, сознательно)».
6 июня 2008 года японский парламент признал айнов самостоятельным национальным меньшинством. Благодаря действиям члена японского парламента и последнего носителя айнского языка Сигэру Каяно началось возрождение айнского языка: появилась газета на айнском, а молодежь перестала стесняться своего происхождения и начала изучать родной язык.